# Кримська обласна рада депутатів трудящих XVI скликання
Кримська обласна рада депутатів трудящих шістнадцятого скликання — представничий орган Кримської області у 1977—1980 роках.
Нижче наведено список депутатів Кримської обласної ради 16-го скликання, обраних 19 червня 1977 року в загальних та особливих округах. Всього до Кримської обласної ради 16-го скликання було обрано 203 депутати по відкритих округах. Депутатів, обраних по закритих військових округах, у пресі не публікували.
| Прізвище, ім'я, по-батькові          | Місто чи район           | Виборчий округ | Посада | Примітки                          |
| ------------------------------------ | ------------------------ | -------------- | --- | --------------------------------- |
| Абрамова Надія Устинівна             | Феодосія                 | № 77           | секретар Кримського обласного комітету КПУ                                                                    |                                   |
| Авраамов Георгій Миколайович         | Сімферопольський район   | № 159          | директор радгоспу-заводу «Виноградний»                                                                        |                                   |
| Алексєєв Євген Михайлович            | Кіровський район         | № 116          | голова Кіровського райвиконкому                                                                               |                                   |
| Андросов Анатолій Степанович         | Роздольненський район    | № 149          | ланковий-кукурудзовод                                                                                         |                                   |
| Арбузов Валерій Дмитрович            | Сакський район           | № 152          | завідувач відділу організаційно-партійної роботи Кримського обласного комітету КПУ                            |                                   |
| Ачкалова Людмила Миколаївна          | Керч                     | № 32           | машиніст крана Камиш-Бурунського залізорудного комбінату імені С. Орджонікідзе                                |                                   |
| Барановський Василь Васильович       | Сімферополь              | № 66           | заступник голови Кримського облвиконкому                                                                      |                                   |
| Басманова Людмила Полікарпівна       | Ялта                     | № 84           | соусоварниця Ялтинського рибокомбінату                                                                        |                                   |
| Батюта Сергій Юрійович               | Севастополь              | № 192          | водій |                                   |
| Бацман Володимир Григорович          | Кіровський район         | № 121          | бригадир тракторної бригади колгоспу імені Червоної армії                                                     |                                   |
| Беляков Микола Семенович             | Феодосія                 | № 76           | зварювальник Феодосійського механічного заводу                                                                |                                   |
| Бескровний Володимир Сергійович      | Сімферополь              | № 63           | машиніст електровоза Сімферопольського локомотивного депо Придніпровської залізниці                           |                                   |
| Бикало Любов Григорівна              | Сімферополь              | № 39           | машиністка загорткових машин Сімферопольської кондитерської фабрики                                           |                                   |
| Бірюков Юрій Георгійович             | Сімферополь              | № 41           | слюсар-інструментальник                                                                                       |                                   |
| Бобашинський Володимир Олександрович | Севастополь              | № 194          | редактор газети «Кримська правда»                                                                             |                                   |
| Богдашкін Павло Іванович             | Чорноморський район      | № 174          | голова Чорноморського райвиконкому                                                                            |                                   |
| Бойко Федір Никонович                | Сакський район           | № 150          | інструктор Кримського обласного комітету КПУ; голова Сакського райвиконкому                                   |                                   |
| Бондаренко Наталія Олександрівна     | Євпаторія                | № 16           | в’язальниця Євпаторійської фабрики індивідуального пошиття і ремонту одягу                                    |                                   |
| Бондарєв Вікторій Петрович           | Джанкой                  | № 8            | бригадир комплексної бригади будівельно-монтажного управління № 8 «Кримканалбуду»                             |                                   |
| Борисов Євген Борисович              | Ялта                     | № 81           | моряк Ялтинського морського торговельного порту                                                               |                                   |
| Бризицький Василь Іванович           | Євпаторія                | № 15           | бригадир наладчиків Євпаторійського машинобудівного заводу                                                    |                                   |
| Валькова Лідія Нилівна               | Керч                     | № 22           | завідувачка торгової секції універмагу «Чайка» Керченського міськпромторгу                                    |                                   |
| Вараксін Анатолій Арсентійович       | Сімферопольський район   | № 167          | механізатор                                                                                                   | повноваження припинені 1977 року  |
| Варичев Михайло Якович               | Алушта                   | № 5            | голова Алуштинського міськвиконкому                                                                           |                                   |
| Васильєв Віктор Васильович           | Красногвардійський район | № 129          | голова правління колгоспу імені Кірова                                                                        |                                   |
| Вахменін Віктор Федорович            | Севастополь              | № 186          | студент |                                   |
| Вершков Дмитро Дементійович          | Ялта                     | № 89           | голова Ялтинського міськвиконкому                                                                             |                                   |
| Вирнава Любов Михайлівна             | Нижньогірський район     | № 143          | бригадир | повноваження припинені 26.09.1978 |
| Волков Леонід Григорович             | Сімферопольський район   | № 162          | директор Кримрадгоспвинтресту                                                                                 |                                   |
| Волков Михайло Олександрович         | Красноперекопськ         | № 37           | голова Красноперекопського міськвиконкому                                                                     |                                   |
| Волкова Валентина Дмитрівна          | Сакський район           | № 158          | бригадир рільничої бригади колгоспу імені Горького                                                            |                                   |
| Гаврищук Ніна Павлівна               | Сімферополь              | № 50           | водій тролейбуса Кримського тролейбусного управління                                                          |                                   |
| Гарбузова Ніна Андріївна             | Бахчисарайський район    | № 95           | агроном радгоспу-заводу імені Чкалова                                                                         |                                   |
| Гармаш Микола Данилович              | Роздольненський район    | № 148          | бригадир комплексу відгодівлі овець радгоспу «Роздольненський»                                                |                                   |
| Головко Раїса Іллівна                | Кіровський район         | № 119          | бригадир виноградарської бригади винрадгоспу «Старокримський»                                                 |                                   |
| Голощепова Валентина Костянтинівна   | Севастополь              | № 191          | токар |                                   |
| Горохов Володимир Васильович         | Євпаторія                | № 12           | муляр-монтажник будівельного правління № 55 тресту «Євпаторіябуд»                                             |                                   |
| Грищенко Тетяна Йосипівна            | Керч                     | № 25           | контролер відділу технічного контролю Керченської швейної фабрики                                             |                                   |
| Гунько Микола Макарович              | Бахчисарайський район    | № 97           | голова правління колгоспу імені 60-річчя Радянської України                                                   |                                   |
| Гуренко Федір Миколайович            | Ленінський район         | № 133          | голова Кримського обласного об’єднання «Сільгосптехніка»                                                      |                                   |
| Дайнакова Віра Іванівна              | Сакський район           | № 157          | майстер цеху                                                                                                  |                                   |
| Деньщук Віктор Михайлович            | Сімферополь              | № 62           | начальник Кримського відділка Придніпровської залізниці                                                       |                                   |
| Дєдков Сергій Дмитрович              | Сімферополь              | № 67           | пілот літака АН-24 Сімферопольського авіаційного підприємства                                                 |                                   |
| Дмитрієнко Тамара Григорівна         | Сімферопольський район   | № 163          | робітниця навчально-дослідного господарства «Комунар»                                                         |                                   |
| Довбенко Лідія Іванівна              | Севастополь              | № 182          | майстер пошиття одягу Севастопольської швейної фабрики «Швейпром»                                             |                                   |
| Домбровський Олександр Олександрович | Сімферополь              | № 46           | начальник Кримського обласного управління професійно-технічної освіти                                         |                                   |
| Донцов Дмитро Іванович               | Керч                     | № 31           | судноскладальник стапельного цеху Керченського суднобудівного заводу «Затока» імені Бутоми                    |                                   |
| Дубов Валентин Федорович             | Керч                     | № 33           | голова Керченського міськвиконкому                                                                            |                                   |
| Євгеньєва Надія Арсентіївна          | Сімферополь              | № 45           | бригадир Кримського виробничого трикотажного об’єднання                                                       |                                   |
| Євтушенко Наталія Овсіївна           | Алушта                   | № 3            | заступник головного лікаря Алуштинської міської поліклініки                                                   |                                   |
| Жорич Анатолій Петрович              | Севастополь              | № 197          | начальник Кримського обласного управління внутрішніх справ                                                    |                                   |
| Жучков Іван Федорович                | Бахчисарайський район    | № 100          | голова Бахчисарайського райвиконкому                                                                          |                                   |
| Забродська Світлана Людвигівна       | Євпаторія                | № 17           | старший продавець магазину № 68                                                                               |                                   |
| Завтур Валентина Василівна           | Севастополь              | № 201          | овочівник |                                   |
| Загірна Людмила Василівна            | Первомайський район      | № 145          | доярка |                                   |
| Закурдаєв В'ячеслав Іванович         | Севастополь              | № 184          | начальник Всесоюзного рибопромислового об’єднання Азово-Чорноморського басейну                                |                                   |
| Затула Іван Артемович                | Красноперекопський район | № 132          | голова Красноперекопського райвиконкому                                                                       |                                   |
| Зіннурова Людмила Іванівна           | Сімферополь              | № 55           | доцент кафедри філософії Сімферопольського державного університету імені Фрунзе                               |                                   |
| Зінов'єва Віра Валентинівна          | Севастополь              | № 193          | електромеханік                                                                                                |                                   |
| Зозуліна Ніна Василівна              | Феодосія                 | № 72           | кравчиня Феодосійської фабрики індивідуального пошиття та ремонту одягу                                       |                                   |
| Зотов Юрій Миколайович               | Сімферопольський район   | № 168          | бригадир |                                   |
| Іванова Марія Дмитрівна              | Кіровський район         | № 118          | бригадир виноградарської бригади колгоспу «Україна»                                                           |                                   |
| Івановський Георгій Васильович       | Красногвардійський район | № 128          | начальник Кримського обласного управління культури                                                            |                                   |
| Ільченко Анатолій Данилович          | Феодосія                 | № 70           | інженер-електрик рефрижераторних установок Феодосійського морського торговельного порту                       |                                   |
| Кайоткін В'ячеслав Миколайович       | Керч                     | № 24           | начальник Кримського обласного управління побутового обслуговування населення                                 |                                   |
| Казанцева Любов Федотівна            | Євпаторія                | № 18           | лікарка-педіатр дитячого санаторію «Батьківщина»                                                              |                                   |
| Калантай Олександра Яківна           | Джанкойський район       | № 109          | бригадир овочівницької бригади радгоспу імені 60-річчя Великої Жовтневої соціалістичної революції             |                                   |
| Калиміна Раїса Петрівна              | Феодосія                 | № 71           | контролер відділу технічного контролю Феодосійської тютюнової фабрики                                         |                                   |
| Камінський Іван Олександрович        | Севастополь              | № 185          | водій автоколони № 2203 міста Севастополя                                                                     |                                   |
| Камлер Віктор Валентинович           | Євпаторія                | № 14           | водій автомобіля Євпаторійського автотранспортного об’єднання № 11663                                         |                                   |
| Карлова Валентина Пантеліївна        | Сакський район           | № 153          | викладач економіки Прибережненського радгоспу-технікуму                                                       |                                   |
| Карпенко Валентина Михайлівна        | Сімферопольський район   | № 160          | бригадир |                                   |
| Касьян Катерина Потапівна            | Білогірський район       | № 107          | виноградар колгоспу імені Калініна                                                                            |                                   |
| Кизимова Галина Павлівна             | Совєтський район         | № 170          | бригадир тепличного господарства колгоспу імені Леніна                                                        |                                   |
| Кириленко Іван Іванович              | Севастополь              | № 183          | голова Севастопольського міськвиконкому                                                                       |                                   |
| Кириліна Алевтина Миколаївна         | Севастополь              | № 176          | старший майстер цеху Севастопольського рибоконсервного філіалу об’єднання «Атлантика»                         |                                   |
| Кирін Георгій Семенович              | Роздольненський район    | № 147          | голова Роздольненського райвиконкому                                                                          |                                   |
| Кириченко Микола Карпович            | Красногвардійський район | № 125          | 1-й секретар Кримського обласного комітету КПУ                                                                | повноваження припинені 1978 року  |
| Кіскіна Галина Федорівна             | Білогірський район       | № 106          | бригадир садівничої бригади колгоспу імені Мічуріна                                                           |                                   |
| Клубук Надія Антонівна               | Севастополь              | № 180          | розподільниця робіт Севастопольських електромонтажних майстерень                                              |                                   |
| Кляритський Лев Миколайович          | Алушта                   | № 1            | 1-й секретар Алуштинського міського комітету КПУ                                                              |                                   |
| Ковальов Іван Михайлович             | Севастополь              | № 200          | машиніст екскаватора Балаклавського рудоуправління імені Горького                                             |                                   |
| Кожушко Марія Степанівна             | Джанкойський район       | № 110          | бригадир овочівницької бригади колгоспу «Заповіт Леніна»                                                      |                                   |
| Козедубова Галина Володимирівна      | Севастополь              | № 196          | електромонтажниця Севастопольського заводу «Парус»                                                            |                                   |
| Козлова Любов Іванівна               | Сімферопольський район   | № 169          | трактористка радгоспу-заводу «Сонячний»                                                                       |                                   |
| Колесник Леонід Васильович           | Красногвардійський район | № 122          | голова Красногвардійського райвиконкому                                                                       |                                   |
| Колесник Наталія Миколаївна          | Сімферополь              | № 58           | студентка Кримського сільськогосподарського інституту імені Калініна                                          |                                   |
| Корнєєв Микола Іванович              | Севастополь              | № 199          | прокурор Кримської області                                                                                    |                                   |
| Костовський Олександр Миколайович    | Ленінський район         | № 134          | водій Ленінської районної сільгосптехніки                                                                     |                                   |
| Котлярова Євдокія Сергіївна          | Сімферополь              | № 59           | швачка-мотористка Сімферопольської швейної фабрики імені Крупської Кримського виробничого швейного об’єднання |                                   |
| Кравець Микита Лаврентійович         | Білогірський район       | № 105          | голова Білогірського райвиконкому                                                                             | помер 8.01.1979                   |
| Крамаренко Ольга Іванівна            | Керч                     | № 29           | штампувальниця                                                                                                |                                   |
| Креславський Геннадій Данилович      | Сімферополь              | № 54           | директор Сімферопольського електромеханічного заводу                                                          |                                   |
| Криворотов Володимир Іванович        | Красногвардійський район | № 126          | голова правління колгоспу «Росія»                                                                             |                                   |
| Кривошеєв Віктор Іванович            | Бахчисарайський район    | № 99           | завідувач механічних майстерень радгоспу «Ароматний»                                                          |                                   |
| Кузовков Сергій Володимирович        | Сімферополь              | № 48           | бригадир комплексної бригади Сімферопольського домобудівного комбінату тресту «Кримбуд»                       |                                   |
| Кулаков Михайло Михайлович           | Євпаторія                | № 11           | голова Євпаторійського міськвиконкому                                                                         |                                   |
| Куликова Валентина Андріївна         | Ленінський район         | № 138          | голова Приозернівської сільської ради                                                                         |                                   |
| Курлигін Віктор Георгійович          | Первомайський район      | № 146          | 1-й секретар Первомайського районного комітету КПУ                                                            |                                   |
| Левченко Олександра Василівна        | Євпаторія                | № 13           | директор Кримського виробничого об’єднання пивобезалкогольної промисловості                                   |                                   |
| Левчук Лариса Володимирівна          | Євпаторія                | № 19           | вчителька Євпаторійської середньої школи № 4                                                                  |                                   |
| Лисенко В'ячеслав Григорович         | Ленінський район         | № 135          | секретар Кримського обласного комітету КПУ                                                                    | повноваження припинені 11.11.1977 |
| Лось Раїса Аркадіївна                | Ленінський район         | № 137          | доярка |                                   |
| Лук'яненко Костянтин Петрович        | Сімферополь              | № 65           | голова Кримського обласного комітету народного контролю                                                       |                                   |
| Макарова Валентина Василівна         | Керч                     | № 34           | ізолювальниця Керченської дільниці Сімферопольського спеціалізованого управління № 71 тресту «Термоізоляція»  |                                   |
| Макєєв Андрій Іванович               | Сімферополь              | № 57           | начальник Кримського обласного управління торгівлі                                                            |                                   |
| Максимов Володимир Михайлович        | Сімферополь              | № 49           | голова Сімферопольського міськвиконкому                                                                       |                                   |
| Малухіна Раїса Олексіївна            | Сімферополь              | № 40           | майстер цеху Сімферопольського заводу телевізорів імені 50-річчя СРСР                                         |                                   |
| Малярчук Олександр Петрович          | Севастополь              | № 188          | машиніст екскаватора                                                                                          |                                   |
| Маринчак Василь Сергійович           | Севастополь              | № 179          | начальник майстерень зв’язку міста Севастополя                                                                |                                   |
| Мельник Раїса Василівна              | Чорноморський район      | № 173          | завідувачка молочнотоварної ферми колгоспу «Шлях Леніна»                                                      |                                   |
| Мельникова Тетяна Максимівна         | Ялта                     | № 88           | різьбяр по дереву Ялтинського виробничого об’єднання «Таврія»                                                 |                                   |
| Мельничук Євдокія Степанівна         | Сімферополь              | № 68           | слюсар Сімферопольської ДРЕС імені Леніна                                                                     |                                   |
| Мецов Петро Георгійович              | Ялта                     | № 83           | завідувач Кримського обласного відділу охорони здоров’я                                                       |                                   |
| Михайлова Ганна Яківна               | Севастополь              | № 189          | водій тролейбуса                                                                                              |                                   |
| Михалевська Антоніда Михайлівна      | Сімферополь              | № 56           | слюсар-складальник Сімферопольського електромашинобудівного заводу                                            |                                   |
| Мірошниченко Володимир Миколайович   | Ялта                     | № 90           | начальник Кримського обласного управління кінофікації                                                         |                                   |
| Мірошниченко Зоя Костянтинівна       | Красноперекопськ         | № 38           | електрослюсар                                                                                                 |                                   |
| Міщенко Світлана Андріївна           | Красноперекопськ         | № 35           | маляр будівельного управління № 50 тресту «Перекопхімбуду»                                                    |                                   |
| Моргун Раїса Леонідівна              | Білогірський район       | № 103          | бригадир садівницької бригади колгоспу «Росія»                                                                |                                   |
| Мороз Наталія Павлівна               | Керч                     | № 20           | робітниця |                                   |
| Морозов Лев Павлович                 | Красногвардійський район | № 124          | головний агроном                                                                                              |                                   |
| М'ягков Степан Петрович              | Первомайський район      | № 144          | голова Первомайського райвиконкому                                                                            |                                   |
| Надтока Сергій Іванович              | Керч                     | № 21           | електрозварник Керченського труболиварного заводу                                                             |                                   |
| Низовий Іван Никонович               | Феодосія                 | № 75           | завідувач відділу комунального господарства Кримського облвиконкому                                           |                                   |
| Никанорова Лідія Миколаївна          | Джанкой                  | № 6            | токар |                                   |
| Ободзинська Ніна Євгенівна           | Сімферопольський район   | № 161          | робітниця |                                   |
| Огородник Галина Трохимівна          | Красногвардійський район | № 127          | доярка | повноваження припинені 25.12.1978 |
| Огурцов Іван Михайлович              | Красноперекопський район | № 131          | начальник обласного управління «Кримканалбуд»                                                                 |                                   |
| Оникій Олексій Михайлович            | Севастополь              | № 198          | 1-й секретар Кримського обласного комітету ЛКСМУ                                                              | повноваження припинені 25.12.1978 |
| Онищак Євген Іванович                | Ялта                     | № 85           | бетонник спеціалізованого ремонтно-будівельного управління № 2 тресту «Кримспецгідрорембуд»                   |                                   |
| Орленко Лідія Петрівна               | Сімферополь              | № 44           | закрійниця швейного цеху Сімферопольської фабрики культпобуттоварів                                           |                                   |
| Орлов Михайло Павлович               | Керч                     | № 26           | бригадир бригади докерів-механізаторів Керченського морського торговельного порту                             |                                   |
| Паніна Наталія Георгіївна            | Севастополь              | № 177          | телеграфістка                                                                                                 |                                   |
| Парамєєв Володимир Васильович        | Джанкой                  | № 7            | голова Джанкойського міськвиконкому                                                                           |                                   |
| Парова Валентина Василівна           | Красногвардійський район | № 123          | бригадир |                                   |
| Пасюта Віктор Олімпійович            | Совєтський район         | № 171          | голова Совєтського райвиконкому                                                                               |                                   |
| Пахомова Катерина Петрівна           | Феодосія                 | № 73           | в’язальниця Феодосійської панчішної фабрики імені 60-річчя Радянської України                                 |                                   |
| Печенко Любов Миколаївна             | Сімферополь              | № 51           | швачка-мотористка Сімферопольської швейно-галантерейної фабрики                                               |                                   |
| Плаксієнко Таїсія Іванівна           | Севастополь              | № 181          | швачка-мотористка                                                                                             |                                   |
| Плетмінцев Володимир Григорович      | Сімферополь              | № 47           | начальник комбінату «Кримбуд»                                                                                 |                                   |
| Польщиков Іван Андрійович            | Феодосія                 | № 69           | голова Феодосійського міськвиконкому                                                                          |                                   |
| Пономаренко Олексій Андрійович       | Ялта                     | № 86           | слюсар Ялтинського міського молокозаводу                                                                      |                                   |
| Пономарьов Володимир Єгорович        | Сімферополь              | № 52           | бригадир комплексної бригади будівельного управління № 53 тресту «Сімферопольпромбуд»                         |                                   |
| Послєдов Віктор Володимирович        | Джанкойський район       | № 108          | голова Джанкойського райвиконкому                                                                             |                                   |
| Постолова Любов Василівна            | Сімферопольський район   | № 166          | робітниця-пташниця                                                                                            |                                   |
| Потєхін Василь Євдокимович           | Кіровський район         | № 120          | завідувач Кримського обласного відділу народної освіти                                                        |                                   |
| П'янков Федір Олександрович          | Алушта                   | № 2            | завідувач фінансового відділу Кримського облвиконкому                                                         |                                   |
| Романова Алла Олексіївна             | Севастополь              | № 178          | майстер Севастопольських арматурних майстерень                                                                |                                   |
| Рош Борис Іванович                   | Білогірський район       | № 104          | голова правління колгоспу «За мир»                                                                            |                                   |
| Рощупкін Олександр Мефодійович       | Керч                     | № 23           | секретар Кримського обласного комітету КПУ                                                                    |                                   |
| Руденко Надія Іллівна                | Красноперекопський район | № 130          | бригадир-рисівник радгоспу «П’ятиозерний»                                                                     |                                   |
| Руднєва Валентина Василівна          | Алушта                   | № 4            | бригадир-виноградар радгоспу-заводу «Алушта»                                                                  |                                   |
| Русиник Василь Михайлович            | Керч                     | № 27           | директор Керченського заводу скловиробів                                                                      |                                   |
| Рябицева Пелагія Іванівна            | Кіровський район         | № 117          | електрозварниця Старокримського заводу залізобетонних виробів                                                 |                                   |
| Савчук Катерина Іванівна             | Джанкойський район       | № 113          | колгоспниця колгоспу імені Леніна                                                                             |                                   |
| Сазикіна Людмила Іванівна            | Феодосія                 | № 80           | 1-й секретар Феодосійського міського комітету КПУ                                                             |                                   |
| Сангайло Ганна Іванівна              | Феодосія                 | № 74           | механік Феодосійського механічного заводу                                                                     |                                   |
| Сахаров Юрій Іванович                | Сімферополь              | № 53           | секретар Кримського облвиконкому                                                                              |                                   |
| Семакіна Алла Дем'янівна             | Феодосія                 | № 78           | бригадир виноградарської бригади радгоспу-заводу «Судак»                                                      |                                   |
| Семенова Тетяна Миколаївна           | Ялта                     | № 82           | електромеханік Ялтинського міського виробничо-технічного вузла зв’язку                                        |                                   |
| Семенчук Василь Леонтійович          | Чорноморський район      | № 175          | 1-й заступник голови Кримського облвиконкому                                                                  |                                   |
| Сем'я Варвара Миколаївна             | Сімферополь              | № 42           | закрійниця Сімферопольського виробничого шкіряно-взуттєвого об’єднання імені Дзержинського                    |                                   |
| Сергєєва Зінаїда Олександрівна       | Сімферополь              | № 43           | слюсар-наладчик                                                                                               |                                   |
| Сердюк Микола Кузьмович              | Совєтський район         | № 172          | начальник Кримського обласного управління сільського господарства                                             |                                   |
| Сєверний Андрій Борисович            | Бахчисарайський район    | № 98           | директор Кримської астрофізичної обсерваторії                                                                 |                                   |
| Сидорова Віра Йосипівна              | Нижньогірський район     | № 142          | колгоспниця-овочівник колгоспу імені XXI з’їзду КПРС                                                          |                                   |
| Симаньків Ганна Михайлівна           | Сакський район           | № 154          | помічник бригадира                                                                                            |                                   |
| Сирота Григорій Панасович            | Севастополь              | № 195          | голова Кримської обласної ради профспілок                                                                     |                                   |
| Скоропадська Людмила Юхимівна        | Севастополь              | № 190          | провідниця резерву провідників залізничної станції Севастополь                                                |                                   |
| Смирнова Зоя Павлівна                | Білогірський район       | № 102          | кравчиня | повноваження припинені 26.09.1978 |
| Соловйов Юрій Олексійович            | Сімферопольський район   | № 164          | начальник Кримського обласного виробничо-технічного управління зв'язку                                        |                                   |
| Солодовник Леонід Дмитрович          | Нижньогірський район     | № 139          | 2-й секретар Кримського обласного комітету КПУ                                                                |                                   |
| Стадниченко Людмила Василівна        | Бахчисарайський район    | № 101          | вчителька середньої школи № 3 міста Бахчисарая                                                                |                                   |
| Степанов Володимир Володимирович     | Сакський район           | № 155          | директор радгоспу «Саки»                                                                                      |                                   |
| Столярчук Сергій Корнійович          | Ленінський район         | № 136          | голова Ленінського райвиконкому                                                                               |                                   |
| Сундугей Віктор Данилович            | Джанкойський район       | № 114          | бригадир садівницької бригади колгоспу «Росія»                                                                |                                   |
| Тарасюк Іван Степанович              | Сімферопольський район   | № 165          | голова Сімферопольського райвиконкому                                                                         |                                   |
| Татарська Ніна Федосіївна            | Ялта                     | № 92           | лікарка санаторію «Піонер»                                                                                    |                                   |
| Темникова Валентина Андріївна        | Джанкойський район       | № 111          | агроном |                                   |
| Титаєва Наталія Іванівна             | Сімферополь              | № 64           | інженер-технолог механічного цеху Сімферопольського заводу продовольчого машинобудування імені Куйбишева      |                                   |
| Ткаченко Любов Іванівна              | Ялта                     | № 94           | кондитер комбінату харчування Ялтинського тресту ресторанів та їдалень                                        |                                   |
| Тоскін Кирило Дмитрович              | Сімферополь              | № 61           | завідувач кафедри факультетської і госпітальної хірургії Кримського медичного інституту                       |                                   |
| Ушакова Любов Олександрівна          | Джанкой                  | № 10           | робітниця |                                   |
| Фисіна Тамара Макарівна              | Сакський район           | № 156          | бригадир-розсадникар радгоспу-заводу «Євпаторійський»                                                         |                                   |
| Філіпчук Любов Андріївна             | Керч                     | № 28           | бригадир викінчувальників будівельного управління № 22 тресту «Керчметалургбуд»                               |                                   |
| Фролова Олександра Омелянівна        | Нижньогірський район     | № 141          | голова Нижньогірського райвиконкому                                                                           |                                   |
| Хвостенко Леонід Володимирович       | Севастополь              | № 202          | старший електромонтер Севастопольської ДРЕС                                                                   |                                   |
| Хлинов Юрій Олександрович            | Красноперекопськ         | № 36           | заступник голови Кримського облвиконкому                                                                      |                                   |
| Чемодуров Трохим Миколайович         | Сімферополь              | № 60           | голова Кримського облвиконкому                                                                                |                                   |
| Чепуріна Римма Миколаївна            | Джанкойський район       | № 112          | заступник голови Кримського облвиконкому                                                                      |                                   |
| Чернишов Олексій Семенович           | Ялта                     | № 87           | директор філармонії                                                                                           |                                   |
| Чернишова Ольга Леонідівна           | Сакський район           | № 151          | апаратниця Сакського хімічного заводу імені 50-річчя Радянської України                                       |                                   |
| Черняк Євген Михайлович              | Джанкойський район       | № 115          | бригадир |                                   |
| Черфас Валентин Іванович             | Нижньогірський район     | № 140          | голова правління колгоспу імені Крупської                                                                     |                                   |
| Чубаркіна Тамара Олексіївна          | Ялта                     | № 93           | завідувачка медичного відділення санаторію «Ай-Даніль»                                                        |                                   |
| Чухров Валерій Миколайович           | Джанкой                  | № 9            | оглядач-ремонтник пунктів технічного огляду станції Джанкой Придніпровської залізниці                         |                                   |
| Шабаєва Надія Миколаївна             | Бахчисарайський р-н      | № 96           | робітниця Кримської дослідної станції Всесоюзного сортонасінницького об’єднання цукрових буряків і тютюну     |                                   |
| Шешуков Вікентій Іванович            | Керч                     | № 30           | голова Кримської обласної планової комісії                                                                    |                                   |
| Ширяєва Валентина Іванівна           | Севастополь              | № 203          | бригадир |                                   |
| Щеколова Тамара Павлівна             | Севастополь              | № 187          | швачка-мотористка                                                                                             |                                   |
| Щукіна Віра Гнатівна                 | Феодосія                 | № 79           | робітниця-виноградар радгоспу-заводу «Коктебель»                                                              |                                   |
| Яшина Галина Федорівна               | Ялта                     | № 91           | медична сестра                                                                                                |                                   |
| Макаренко Віктор Сергійович          | Ленінський район         | № 135          | 1-й секретар Кримського обласного комітету КПУ                                                                | дообраний 11.12.1977              |
| Бахтін Юрій Георгійович              | Сімферопольський район   | № 167          | секретар Кримського обласного комітету КПУ                                                                    | дообраний 11.12.1977              |
| Олейников Анатолій Васильович        | Красногвардійський район | № 125          | голова правління Кримської обласної спілки споживчих товариств                                                | дообраний 14.05.1978              |
| Даниленко Михайло Макарович          | Білогірський район       | № 102          | голова Білогірського райвиконкому                                                                             | дообраний 25.12.1978              |
| Ромась Тетяна Юріївна                | Нижньогірський район     | № 143          | майстер пошиття головних уборів Нижньогірського районного побутового комбінату                                | дообрана 25.12.1978               |
| Кирієнко Микола Миколайович          | Білогірський район       | № 105          | тракторист-машиніст радгоспу-заводу «Передгір’я»                                                              | дообраний 18.03.1979              |
| Ковриженко Олександра Миколаївна     | Красногвардійський район | № 127          | пташниця племптахорадгоспу «Дубровський»                                                                      | дообрана 18.03.1979               |
| Нікулін Валерій Панасович            | Севастополь              | № 198          | 1-й секретар Кримського обласного комітету ЛКСМУ                                                              | дообраний 18.03.1979              |

4 липня 1977 року відбулася 1-а сесія Кримської обласної ради депутатів трудящих 16-го скликання. Головою виконкому обраний Чемодуров Трохим Миколайович; першим заступником голови виконкому — Семенчук Василь Леонтійович;  заступниками голови виконкому — Барановський Василь Васильович,  Хлинов Юрій Олександрович, Чепуріна Римма Миколаївна; секретарем облвиконкому — Сахаров Юрій Іванович.
Головами комісій Кримської обласної Ради депутатів трудящих обрані: мандатної — Арбузов Валерій Дмитрович, планово-бюджетної — Столярчук Сергій Корнійович, з питань промисловості, транспорту і зв'язку — Левченко Олександра Василівна, з питань сільського господарства — Авраамов Георгій Миколайович, з питань народної освіти — Зіннурова Людмила Іванівна, з питань культурно-освітньої роботи — Сазикіна Людмила Іванівна, з питань торгівлі і громадського харчування — Вершков Дмитро Дементійович, з питань охорони природи — Кравець Микита Лаврентійович , з питань побутового обслуговування населення — Польщиков Іван Андрійович, з питань будівництва і промисловості будівельних матеріалів — Варичев Михайло Якович, з питань праці і побуту жінок, охорони материнства і дитинства — Фролова Олександра Омелянівна, з питань комунального господарства, благоустрою і шляхового будівництва — Кулаков Михайло Михайлович, з питань соціалістичної законності і охорони державного та громадського порядку — Корнєєв Микола Іванович, з питань охорони здоров'я і соціального забезпечення — Тоскін Кирило Дмитрович, у справах молоді — Курлигін Віктор Георгійович.
Сесія затвердила обласний виконавчий комітет у складі: голова планової комісії — Шешуков Вікентій Іванович, завідувач відділу народної освіти — Потєхін Василь Євдокимович, завідувач відділу охорони здоров'я —Мецов Петро Георгійович, завідувач фінансового відділу— П'янков Федір Олександрович,  завідувач відділу соціального забезпечення — Кучерук Микола Ілліч, завідувач відділу комунального господарства —Низовий Іван Никонович, завідувач відділу праці — Тішин Михайло Леонтійович, завідувач відділу цін — Вареников І.Д., завідувач організаційно-інструкторського відділу — Татарников Олексій Ілліч, завідувач відділу запису актів громадського стану (ЗАГС) — Кузьменко А.А., завідувач архівного відділу — Суботіна І.В., завідувач загального відділу — Левченко Григорій Федорович, завідувач відділу у справах будівництва і архітектури — Мелік-Парсаданов Віктор Паруйрович, завідувач відділу юстиції — Шеблаєв В.Т., начальник управління внутрішніх справ — Жорич Анатолій Петрович, начальник управління сільського господарства — Сердюк Микола Кузьмович, начальник управління меліорації і водного господарства — Шавін Олександр Федорович,   начальник управління торгівлі — Макєєв Андрій Іванович, начальник управління місцевої промисловості — Фіногєєв Борис Леонідович, начальник управління побутового обслуговування населення — Кайоткін В'ячеслав Миколайович, начальник управління професійно-технічної освіти — Домбровський Олександр Олександрович, начальник управління культури — Івановський Георгій Васильович, начальник управління кінофікації — Мірошниченко Володимир Миколайович, начальник виробничо-технічного управління зв'язку – Соловйов Юрій Олексійович, начальник управління у справах видавництв, поліграфії і книжкової торгівлі — Гарматько Іван Миколайович, начальник управління хлібопродуктів — Гнойовий М.А., начальник управління харчової промисловості — Раєвський Д.І., начальник житлового управління — Іваненко І.С., начальник управління лісового господарства і лісозаготівель — Ісаєнко О.Б., начальник управління капітального будівництва — Карпович В.Ф., начальник аптечного управління — Радченко В.Д., начальник управління з питань заготівель і постачання паливом населення, комунально-побутових підприємств і установ — Стулов Анатолій Васильович, начальник виробничого управління будівництва та експлуатації автомобільних доріг — Строков Я.А., начальник управління постачання і збуту — Яланський В.Ю., голова комітету з телебачення і радіомовлення — Щербаченко Я.С., голова комітету з фізичної культури і спорту — Господ М. І., голова комітету народного контролю — Лук'яненко Костянтин Петрович.